# Cessetani
 (juillet 2024).
Les Cessatani étaient une tribu ibère qui vivait dans le camp de Tarragone, depuis à peu près Coll de Balaguer au sud, jusqu'au Massif de Garraf au nord, la serra de l'Argentera et les montagnes de Prades à l'ouest, et la serra de la Llacuna et de Puigfred au nord-ouest. Il n'est pas connu si les habitants résidaient durant toute l'année au Conca de Barberà et dans le Penedès.

## Histoire

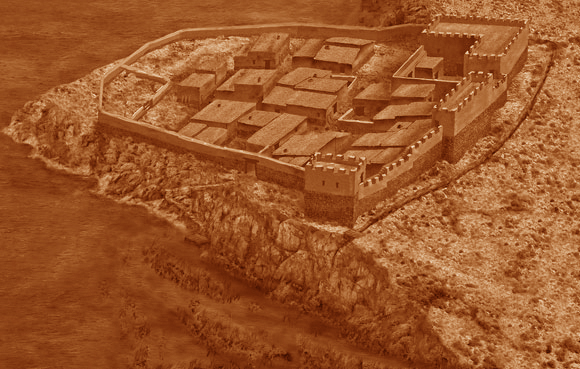
Représentation de la citadelle ibérique de Calafell.

Des vestiges de lieux habités datant du iie siècle av. J.-C. ont été retrouvés dans plusieurs lieux (Montblanc, Tivissa, Fontscaldes). La ville la plus importante était Cesse (ou Kese), qui était connue pour l'abondance de monnaie, car c'est dans ce lieu qu'une légende fait référence aux as de Cesse. Des drachmes d'imitation emporionne, avec la légende taŕakonśalir ont également y été retrouvés. L'existence de deux monnaies laisse supposer l'existence d'une possible double dénomination de la ville. Si la ville de Cesse n'était pas l'actuelle Tarragone, il pourrait s'agir de Tornabous, situé au sud de la région. Ptolémée mentionne aussi comme ville des Cessetani : Subur, qui pourrait être le village ibère d'Adarró (aujourd'hui Vilanova i la Geltrú), ou bien encore Sitges.
Les autres lieux de présence des Cessetani se nomment Oleastrum (aujourd'hui L'Hospitalet del Infant), le Fondo d'en Roig à Cunit, Palfuriana (aujourd'hui El Vendrell), et sans doute, Calafell et Olèrdola, qui était d'importantes citadelles fortifiées.
Les Romains dénommèrent, dans un premier temps, ce territoire sous le nom de Cessetania. Les chroniques romaines durant la conquête de l'Hispanie qualifièrent ses habitants comme « des barbares et des esclaves misérables ».

## Annexe